# 佩尔·约翰松
佩尔·约翰松（瑞典語：Per Johansson，1963年1月25日—），瑞典男子游泳运动员。他曾代表瑞典参加1980年、1984年和1988年夏季奥林匹克运动会游泳比赛，共获得三枚铜牌。